# PFK Metallurg Bekabad
Maillots
Le PFK Metallurg Bekabad était un club ouzbek de football fondé en 1945 et disparu en 2025. Il était basé dans la ville de Bekabad.

## Histoire
Le club est fondé en 1945. Le plus grand succès de l'histoire du club a été de remporter la Coupe d'Ouzbékistan à deux reprises pendant l'ère soviétique, en 1985 et 1990. De 1992 à 1993, le club est renommé Madanchi, en 1994 il retrouve le nom Metallurg. En 1997, il est promu dans la meilleure ligue de football ouzbèke. Jusqu'en 2007, le club s'est battu contre la relégation, cependant cette année-là, la relégation sportive n'a pas pu être évitée. En raison de problèmes financiers d'autres clubs, il a été sauvé. Le meilleur placement à ce jour en fin de saison remonte à 2018 et 2019 avec une cinquième place.